# Joseph Coletti

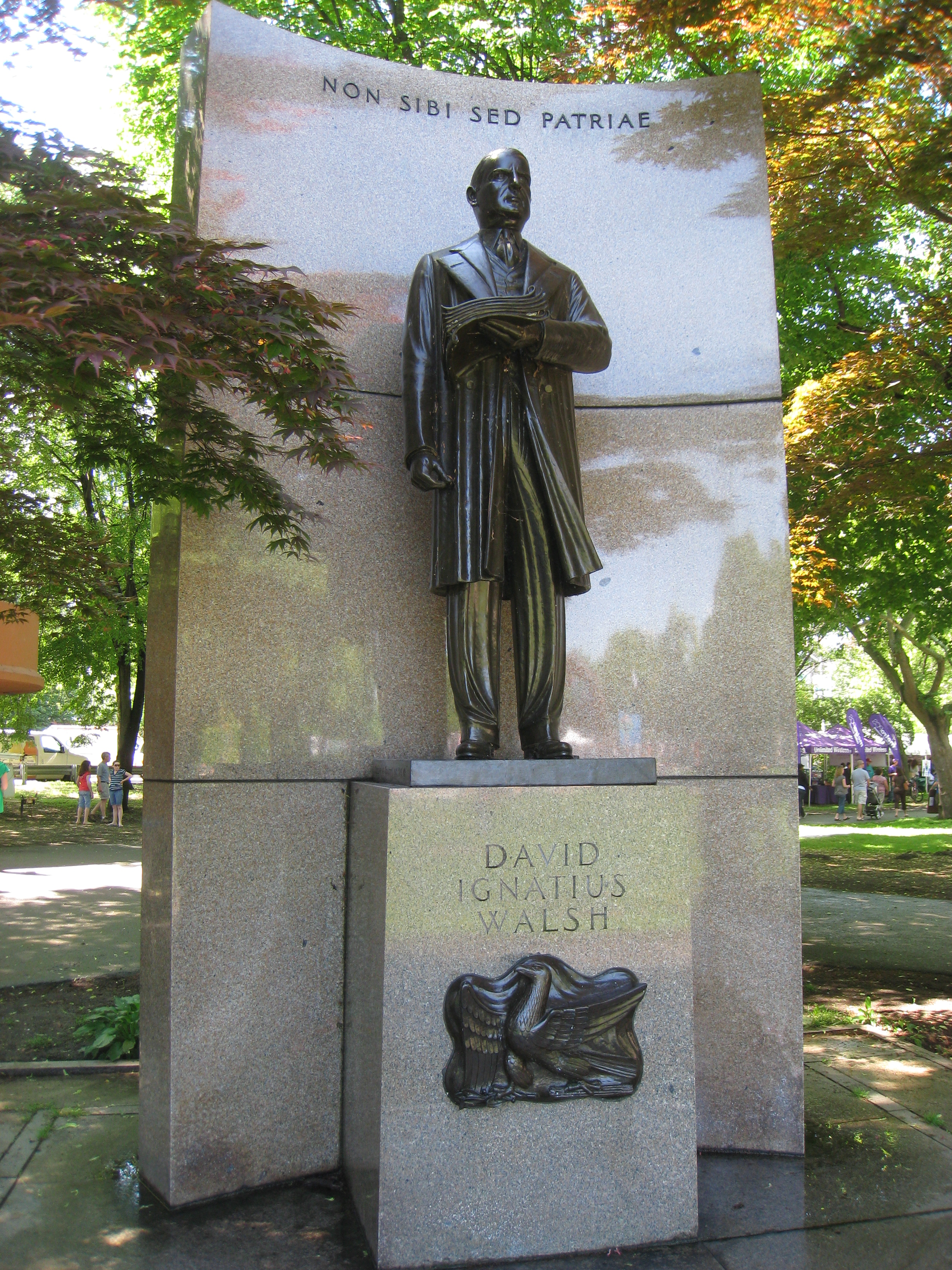
Monumento a David Ignatius Walsh, bronce de J. Coletti de 1954

Joseph Arthur Coletti  (1898-1973) fue un escultor estadounidense, afincado en Quincy, Massachusetts. Trabajó principalmente en la zona de Boston.

## Datos biográficos
En 1929 contrajo matrimonio con la artista Miriam Whitney-Coletti. Juntos tuvieron dos hijas 
Donata Menchen-Coletti que se casó con el compositor Kirke Mechem y Miriam Dow-Coletti. Ambas tuvieron 4 hijos.
Participó en la talla de los bloques empleados para la remodelación de 1939 de la Biblioteca Pública Thomas Crane de Quincy.
En 2010 un hombre fue detenido en Florida al intentar vender cuadros de Picasso, Matisse, y John Singer Sargent falsos. Decía que pertenecían a la importante colección personal del escultor Joseph Coletti del que era descendiente. Este parentesco era también falso.

## Obras
Entre las mejores y más conocidas obras de Joseph Coletti se incluyen las siguientes:
- Figuras en bronce del Sumner Tunnel Memorial 1934.[5]
- Biblioteca pública Thomas Crane de Quincy, 1939

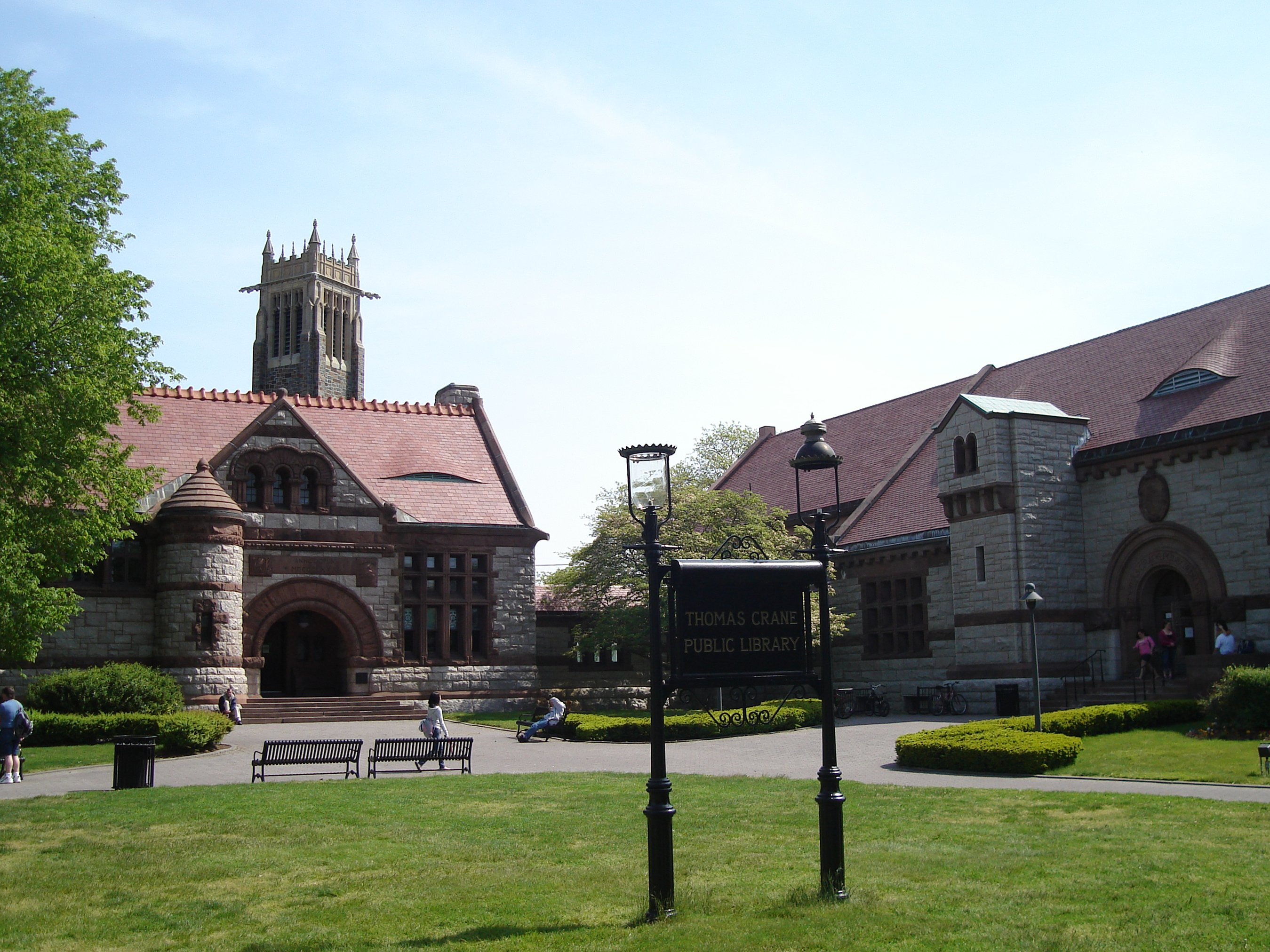
Librería Pública de Quincy
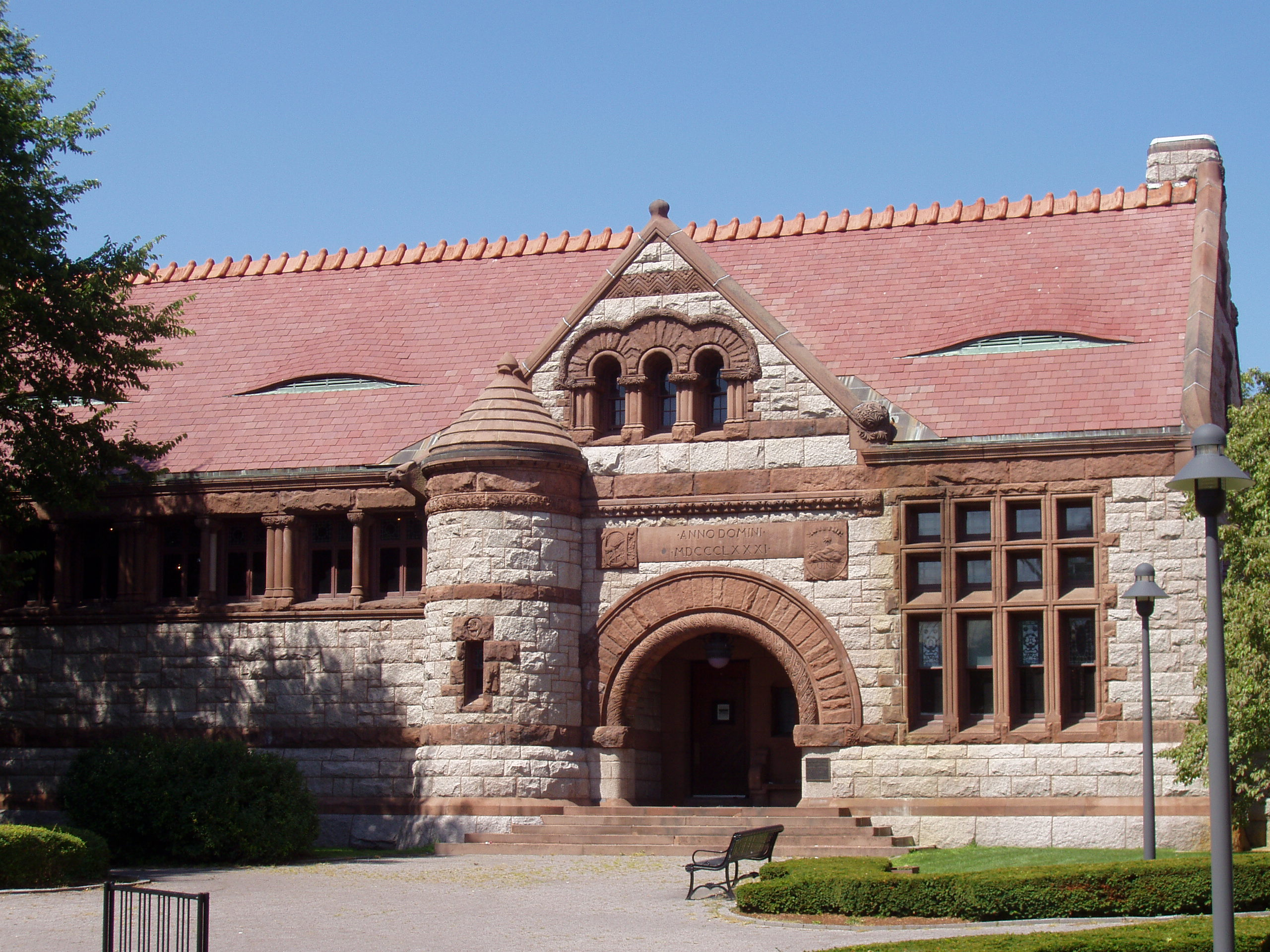
J Coletti participó en su tercera remodelación

(pinchar sobre la imagen para agrandar) 
- Estatua de David Ignatius Walsh, bronce,  fue erigida cerca del Music Oval en la Explanada Charles River de Boston  , en 1954. Lleva el lema: " non sibi sed patriae ", un tributo a su servicio a la Marina de los EE. UU.[6]
- Estatua del general Edward Lawrence Logan, presentada en la entrada del antiguo aeropuerto de Boston cuando pasó a llamarse oficialmente General Edward Lawrence Logan International Airport en una ceremonia pública en 1956. El monumento ha sido acomodado en diferentes localizaciones a lo largo del tiempo a causa del crecimiento del aeropuerto.[7]

La R W Norton Art Gallery	en 4747 Creswell Ave. de Shreveport, LA  71106 , conserva una escultura de Joseph Coletti.